# Маркушиця
Маркушиця (хорв. Markušica) — населений пункт і громада в Вуковарсько-Сремській жупанії Хорватії.

## Населення
Населення громади за даними перепису 2011 року становило 2 555 осіб. Населення самого поселення становило 1 009 осіб.
Динаміка чисельності населення громади:
Динаміка чисельності населення центру громади:

## Населені пункти
Крім поселення Маркушиця, до громади також входять: 
- Габош
- Караджичево
- Острово
- Подринє

## Клімат
Середня річна температура становить 11,07 °C, середня максимальна – 25,42 °C, а середня мінімальна – -6,02 °C. Середня річна кількість опадів – 679 мм.
| Клімат поселення                              | Клімат поселення | Клімат поселення | Клімат поселення | Клімат поселення | Клімат поселення | Клімат поселення | Клімат поселення | Клімат поселення | Клімат поселення | Клімат поселення | Клімат поселення | Клімат поселення | Клімат поселення |
| Показник                                      | Січ.             | Лют.             | Бер.             | Квіт.            | Трав.            | Черв.            | Лип.             | Серп.            | Вер.             | Жовт.            | Лист.            | Груд.            |                  |
| Середній максимум, °C                         | 5,79             | 7,92             | 12,54            | 17,20            | 22,40            | 25,42            | 25,35            | 24,90            | 20,82            | 15,40            | 9,49             | 5,50             |                  |
| Середня температура, °C                       | −0,12            | 2,00             | 6,61             | 11,30            | 16,50            | 19,51            | 21,30            | 20,80            | 16,76            | 11,30            | 5,40             | 1,40             |                  |
| Середній мінімум, °C                          | −6,02            | −3,91            | 0,74             | 5,38             | 10,59            | 13,60            | 17,20            | 16,78            | 12,71            | 7,26             | 1,34             | −2,6             |                  |
| Норма опадів, мм                              | 44               | 39               | 42               | 52               | 63               | 86               | 66               | 63               | 52               | 57               | 63               | 52               |                  |
| Середньомісячна швидкість вітру, м/с          | 2.20             | 2.48             | 2.80             | 2.65             | 2.40             | 2.20             | 2.11             | 2.00             | 1.90             | 2.10             | 2.20             | 2.27             |                  |
| Середньомісячна сонячна радіація, кДж/м²·день | 4299             | 6964             | 10972            | 15550            | 19316            | 21431            | 22317            | 20370            | 15003            | 9490             | 4855             | 3598             |                  |
| --------------------------------------------- | ---------------- | ---------------- | ---------------- | ---------------- | ---------------- | ---------------- | ---------------- | ---------------- | ---------------- | ---------------- | ---------------- | ---------------- | ---------------- |
| Джерело:                                      |                  |                  |                  |                  |                  |                  |                  |                  |                  |                  |                  |                  |                  |